# Radio 100

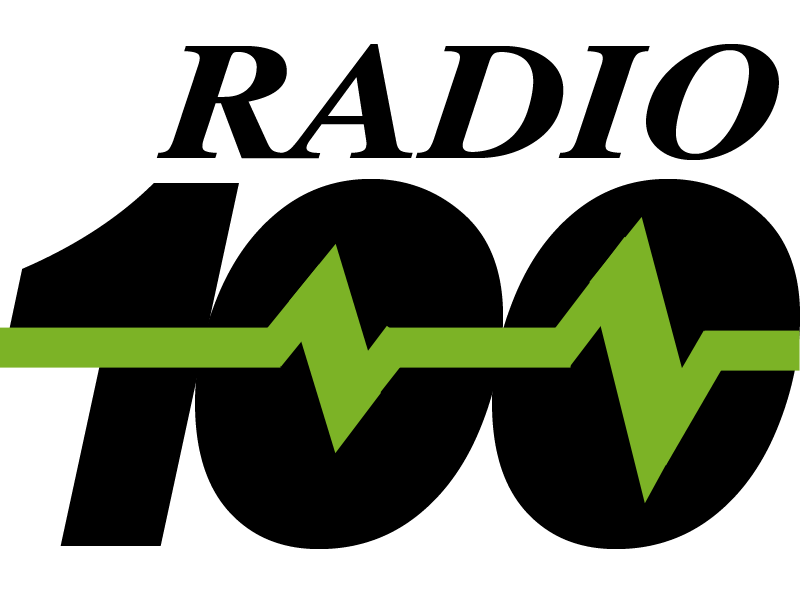
Logo von Radio 100

Radio 100 war seit Ende der 1980er Jahre der erste private Hörfunksender aus West-Berlin. Seine Bekanntheit und Bedeutung erlangte er durch eine links-alternative Ausrichtung und durch seine Unterstützung der Oppositionellen in der DDR.

## Geschichte
Der Sender wurde 1987 gegründet, hatte seinen Sendestart am 1. März 1987 und diente unter anderem Aktivisten der DDR-Bürgerrechtsbewegung als Plattform.
Die ersten sechs Monate teilte sich Radio 100 den Sendeplatz mit dem der CDU nahestehenden Sender Hundert,6. Dieser spielte um 19 Uhr, kurz bevor Radio 100 die Frequenz übernahm, die deutsche Nationalhymne. Radio 100 konterte mit dem Geräusch einer Klospülung. Anfangs endete um 23 Uhr die Sendezeit von Radio 100, und der Sender erklärte, dass nun – also mit dem erneuten Sendebeginn von Hundert,6 – ein „18stündiges Pausenzeichen“ folgen würde.
Nachdem zur IFA 1987 in West-Berlin eine weitere, eher leistungsschwächere Frequenz am Standort Kreuzberg-Postscheckamt in Betrieb genommen werden konnte, wechselte Radio 100 am 1. Dezember 1987 auf 103,4 MHz. Die Sendezeit konnte um zwei Stunden erweitert werden, sodass nun von 17 bis 23 Uhr gesendet wurde. In der übrigen Zeit wurde die Frequenz durch ein kommerziell geprägtes, aber bedeutungsloses Radio in Berlin genutzt. Nach Konkurs von Radio in Berlin (bzw. City-Radio) im Frühjahr 1989 wagte Radio 100 die Bewerbung um eine 24-Stunden-Frequenznutzung. Der damals zuständige Berliner Kabelrat (Vorgänger der heutigen MABB) vergab die Lizenz an Radio 100, obgleich die grundsätzlich schwierige wirtschaftliche Situation des Senders, der kaum Werbung verbuchen konnte, bekannt war. Das 24-Stunden-Programm von Radio 100 begann im September 1989, wiederum nach Beendigung der IFA-Sondersendungen, für die ein weiteres Mal die Frequenz 103,4 MHz genutzt wurde.

### Bekannte Sendungen und Ereignisse
Während des Besuchs des US-Präsidenten Ronald Reagan im Jahr 1987 wurde der Sendebetrieb von Radio 100 vorübergehend unterbrochen, nachdem Radio 100 den Polizeifunk der Berliner Polizei abgehört und einen Ausschnitt gesendet hatte.
Bekannte Sendungen von Radio 100 waren die schwul-lesbische Hörfunksendung Eldoradio sowie das feministische Aushängeschild Dissonanzen, die tägliche Frauensendung. Außerdem bekamen diverse Migrantengruppen Sendeplätze, die in den jeweiligen Sprachen (darunter Polnisch, Kurdisch, Türkisch und Arabisch) von ehrenamtlichen Redaktionsgruppen betreut wurden.
Der Verfassungsschutz von West-Berlin war sehr an dem Radio interessiert, war es doch die gemeinsame Plattform der Berliner Autonomen, linksradikaler Gruppen und der Bürgerrechtsbewegungen in Ost-Berlin.
Von 1988 an leitete und moderierte Uli M Schueppel parallel zu seinem Studium an der Deutschen Film- und Fernsehakademie Berlin zusammen mit dem Musiker Johannes Beck einmal wöchentlich die nächtliche Radiosendung Slime-Line Show. Schueppel und Beck inszenierten im Oktober 1989 in einer Live-Sendung zwei Wochen vor dem realen Mauerfall die Öffnung der Berliner Ost-West-Grenze. Dabei übernahmen  sie unter anderem hochemotionale Anrufe von Zuhörern, die direkt gesendet wurden. Der Sender setzte daraufhin die Show ab.
Während des Streiks an den West-Berliner Hochschulen 1988/1989 wurde täglich von Studierenden die Sendung Radio 100.000 – Die Stimme der 100.000 StudentInnen ausgestrahlt, aus der sich später das uniRadio Berlin-Brandenburg entwickelte.
Nach nur einem Jahr Vollprogramm und unter den Umständen der dramatischen politischen Umwälzungen 1989/1990 verschlimmerte sich die finanzielle Lage des Senders dramatisch. Ende 1990 gingen die Mitarbeiter engagiert auf Hörer zu, um um Unterstützung zu werben. Politisch motivierte Angebote, wie beispielsweise von der SED/PDS, wurden jedoch mit Blick auf die parteipolitische Unabhängigkeit und nicht zuletzt Historie des Senders (siehe: Radio Glasnost) abgelehnt.

### Das Ende von Radio 100
Am 28. Februar 1991 erklärte der damalige Geschäftsführer Thomas Thimme den Sender für zahlungsunfähig. Der Sendebetrieb musste eingestellt werden, nachdem Thomas Thimme in einer „Nacht-und-Nebel-Aktion“ den Studiozugang sperrte und die Morgenredaktion (Morgengrauen) keinen Einlass mehr hatte.
Die Frequenz 103,4 MHz wurde durch den Kabelrat neu ausgeschrieben, wobei sich neben weiteren Bewerbern einerseits der von Thimme massiv unterstützte französische Radiokonzern NRJ sowie andererseits ehemalige Radio-100-Mitarbeiter um die Nutzung bewarben. Im Mai 1991 erfolgte die Entscheidung zugunsten NRJ. Die vom Berliner Kabelrat gemachten Auflagen bezüglich Wortanteil und Berücksichtigung von Minderheitensendungen wurden durch NRJ zu keiner Zeit auch nur ansatzweise erfüllt, einen Lizenzentzug, wie eigentlich in solchen Fällen vorgesehen, hatte aber NRJ nie zu befürchten.
Nach der Entscheidung des Kabelrates wurde der Sender einschließlich der Frequenz 103,4 MHz und des Geschäftsführers Thimme von NRJ übernommen. Ab Mitte August 1991 wurde auf der Frequenz der Betrieb eines kommerziellen Rundfunksenders unter dem Namen Radio Viva Berlin ausgestrahlt. Nach kurzer Zeit wurde dieser Sender umbenannt in Energy Berlin.
Das Anmelden der Insolvenz war, so jedenfalls die Mutmaßung der damaligen Mitarbeiter und Hörer, nicht notwendig gewesen und stand Thimme im Rahmen des eigentlichen Konstruktes des Senders nicht zu. Der Sender fußte auf Kollektiventscheidungen, während der Geschäftsführer eine Referenz an die rechtliche Situation war. Der Konkursantrag war eine Alleinentscheidung des Geschäftsführers, die nicht von den Mitarbeitern getragen worden war, die bereits innerhalb weniger Wochen über diverse Spendenveranstaltungen eine große Summe von Geldern (etwa eine Million DM) gesammelt hatten, um das Radio finanziell zu stützen.

## Radio Glasnost
Für die Bürgerrechtsbewegung der DDR zwischen Magdeburg und Frankfurt an der Oder war besonders die monatlich seit August 1987 von der späteren Chefredakteurin von Radio Multikulti Ilona Marenbach moderierte Sendung Radio Glasnost von Bedeutung. Sie wurde eine Stunde monatlich für ganz Berlin ausgestrahlt. Den Anstoß für die einzigartige Sendung gab der 1983 gewaltsam aus der DDR ausgebürgerte Oppositionelle Roland Jahn, der maßgeblich neben dem Journalisten Dieter Rulff sowie dem Mitte 1987 aus Ost-Berlin ausgereisten Autoren Rüdiger Rosenthal und dem aus Leipzig ausgereisten Fred Kowasch in der Redaktion mitarbeitete. Die Beiträge organisierte unter anderen der Mitarbeiter der Ost-Berliner Umwelt-Bibliothek, Siegbert Schefke. Bundesdeutsche Journalisten, Diplomaten sowie Bundestagsabgeordnete der Grünen schmuggelten die von Oppositionellen besprochenen Tonbandkassetten über die Grenze. Ungefiltert konnten so Originalstatements unterschiedlicher Oppositionsgruppen den Hörern in der DDR bekannt werden. Neben Interviews sowie Berichten über aktuelle Auseinandersetzungen und oppositionelle Veranstaltungen wurden Titel von im SED-Staat unerwünschten Musikgruppen gespielt. Auch Leipziger Oppositionelle wie Katrin Hattenhauer kamen hier zu Wort. Die Sendungen verbreiteten sich in der DDR mittels Tonbandmitschnitten, erreichten allerdings kein Massenpublikum, sondern dienten der Selbstvergewisserung, Debatte und Vernetzung oppositioneller Kreise.
Ein diffamierender Kommentar in der SED-Zeitung Neues Deutschland hatte viele DDR-Bürger erst auf die Sendung aufmerksam gemacht. Zeitweise versuchte die Stasi den Empfang der Sendung in Ost-Berlin durch Störsender zu verhindern. Radio 100 reagierte darauf, indem die Sendung solange auf anderen Sendeplätzen ausgestrahlt wurde, bis die Störausstrahlungen aufgegeben wurden. Zudem hatte der Senat von Berlin gegen die Übergriffe, die auch das West-Berliner Sendegebiet tangierten, protestiert.

## Jingles
Einige StationID-Jingles wurden von Johannes Schmoelling komponiert, der auch bei der Klangkunstsendung Audionauten mitarbeitete.
Gesprochen wurden diese Jingles von Wolfgang Rennert.

## Reichweite und Frequenz
Radio 100 war in ganz Berlin und Teilen der DDR terrestrisch empfangbar. Anfangs wurde im Wechsel mit dem Sender Hundert,6 auf der gemeinsamen Frequenz 100,6 MHz gesendet. Diese Frequenz war, trotz ihrer schwächeren Leistung (einige kW) und dem ungünstigen Standort auch in der DDR ähnlich gut zu empfangen wie die Programme von SFB und RIAS. Die Frequenz 103,4 MHz kam ebenfalls vom Sendestandort Kreuzberg, allerdings mit geringerer Leistung (etwa 1–2 kW), sodass ein deutlicher Reichweitenverlust zu verzeichnen war.